# Les Cahiers français
Les Cahiers français est une revue d'économie publiée par La Documentation française à vocation pédagogique.

## Ligne éditoriale
La revue des Cahiers français traite des grands sujets qui nourrissent le débat public. Chaque numéro s'articule autour d'un dossier de six à huit articles.

## Publications
- Démocratie : crise ou renouveau ? (dossier)[3] (n° 420-421, mars-juin 2021)
- L'agriculture à l'heure des choix (dossier)[4]  (n° 431, janvier-février 2023)
- Médias et démocratie (dossier)[5] (n°435, septembre-octobre 2023)